# PGC 43462
LEDA/PGC 43462 (inof. NGC 4728B), auch UGC 7992, ist eine Spiralgalaxie vom Hubble-Typ Sbc im Sternbild Coma Berenices am Nordsternhimmel. Sie ist schätzungsweise 549 Millionen Lichtjahre von der Milchstraße entfernt und hat einen Durchmesser von etwa 160.000 Lichtjahren. Vom Sonnensystem aus entfernt sich das Objekt mit einer errechneten Radialgeschwindigkeit von näherungsweise 12.300 Kilometern pro Sekunde.
Gemeinsam mit NGC 4728 bildet sie das optische Galaxienpaar Holm 469. Im selben Himmelsareal befinden sich unter anderem die Galaxien NGC 4715, NGC 4721, PGC 43529, PGC 43619.
Das Objekt wurde am 3. März 1867 von Heinrich Louis d’Arrest entdeckt.